# Anne of Green Gables (1919)

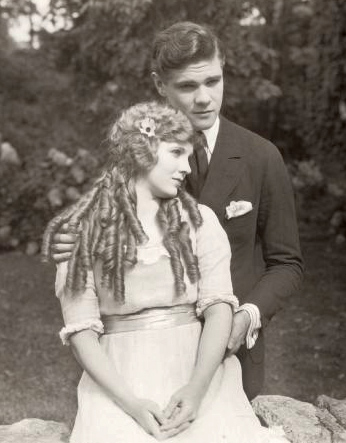
Mary Miles Minter und Paul Kelly als Liebespaar Anne und Gilbert

Anne of Green Gables ist ein US-amerikanischer Spielfilm von William Desmond Taylor aus dem Jahr 1919. Der Stummfilm, der lose auf den Anne-Romanen von Lucy Maud Montgomery basiert, wird mittlerweile zu den verschollenen Filmen gezählt. In der Titelrolle der Anne ist Mary Miles Minter zu sehen.

## Handlung
Das ältliche Geschwisterpaar Matthew und Marilla Cuthbert adoptiert ein rothaariges Mädchen namens Anne Shirley. Anne lebt mit Matthew und Marilla auf deren Farm Green Gables. Annes lebhafte und widerspenstige Natur macht sie nicht überall beliebt. Besonders Mrs. Pie und deren Tochter Josie können Anne nicht ausstehen. 
Nach einigen Abenteuern in Kindheit und Schulzeit absolviert Anne erfolgreich ein Studium und wird an der Dorfschule als Lehrerin angestellt. Einer ihrer Schüler, Anthony Pie, behauptet, Anne hätte ihn furchtbar verprügelt und ihm den Arm gebrochen. Reverend Figtree kann die aufgebrachte Dorfgemeinschaft aber beruhigen – er hat selbst gesehen, wie Anthony Pie von einem Heuwagen gefallen ist und sich dabei den Arm gebrochen hat. 
Am Ende des Films heiratet Anne ihren Freund Gilbert Blythe.

## Vorlage, Veröffentlichung, Hintergrund
Als Vorlage für den Film dienten die Romane Anne auf Green Gables, Anne in Avonlea und Anne in Kingsport. Die Autorin Lucy Maud Montgomery war mit der Umsetzung ihrer Romane nicht zufrieden. Sie fand die Anne in Taylors Film zu „zuckersüß“ und ärgerte sich über den Drehort New England und die Verwendung einer amerikanischen Flagge. Sie erklärte, wenn sie nicht gewusst hätte, dass der Film auf ihren Romanen basiert, hätte sie das nicht erkannt.
Die Außenaufnahmen für den Film fanden von August bis Oktober 1919 in Dedham, Massachusetts statt, die Veröffentlichung erfolgte nur wenige Wochen später am 23. November 1919. In Portugal wurde der Film am 27. Mai 1922 veröffentlicht, im Vereinigten Königreich am 23. August 1926. Veröffentlicht wurde er zudem in Polen und Venezuela. 
Der zum Zeitpunkt der Dreharbeiten 17-jährigen Mary Miles Minter wurde eine Affäre mit dem 30 Jahre älteren Regisseur Taylor nachgesagt. Nach Taylors Ermordung 1922 kam die Affäre in die Schlagzeilen, als sowohl Minter als auch ihre Mutter zu den Tatverdächtigen gezählt wurden. Minter stritt die Affäre nach Taylors Ermordung ab. Der Mord an Taylor wurde nie aufgeklärt.

## Kritik
Die New York Times bemängelte, Minter würde nur wenig mehr tun als süß auszusehen. Julian Johnson schrieb im Februar 1920 in Photoplay, Taylors Regie sei angemessen, ohne originell zu sein. Die beste schauspielerische Leistung habe Marcia Harris als Marilla erbracht.